# Аникини
Ани́кіни (рос. Аникины) — присілок у складі Котельницького району Кіровської області, Росія. Входить до складу Макар'євського сільського поселення.
Населення становить 23 особи (2010, 50 у 2002).
Національний склад станом на 2002 рік — росіяни 100 %.